# Bernardo de Sá Nogueira de Figueiredo, 1.º Marquês de Sá da Bandeira
Bernardo de Sá Nogueira de Figueiredo (Santarém, 26 de setembro de 1795 – Lisboa, 6 de janeiro de 1876), Moço fidalgo da Casa Real, par do reino, marechal de campo, foi um político português do tempo da Monarquia Constitucional e um importante líder do movimento setembrista em Portugal. Um dos líderes do Partido Histórico, o qual abandonou para formar o seu próprio movimento, o Partido Reformista. Assumiu diversas pastas ministeriais e foi por cinco vezes presidente do Conselho de Ministros (1836–1837, 1837–1839, 1865, 1868–1869 e 1870), para além de presidente interino do Conselho de Ministros em substituição do Duque de Loulé (1862).
Foi primeiro barão (1833), primeiro visconde (1834) e primeiro marquês de Sá da Bandeira (1854).

## Vida

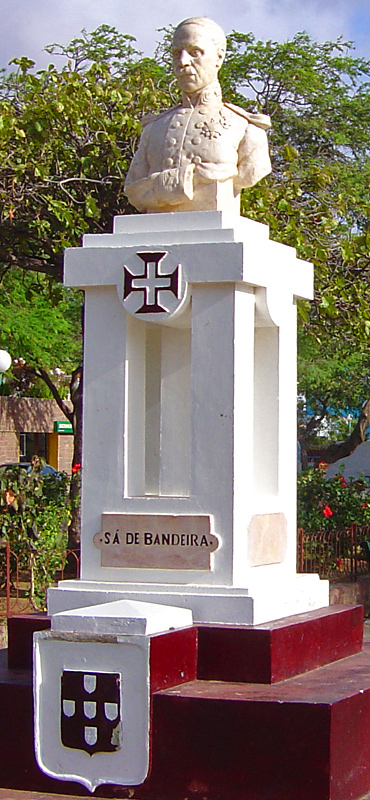
Busto de Sá da Bandeira, no Mindelo, Cabo Verde

Apoiante dos liberais, esteve sitiado durante o Cerco do Porto com várias outras ilustres figuras da segunda metade de Oitocentos; no decorrer da guerra, viria a perder o braço direito, no Alto da Bandeira, em Vila Nova de Gaia.
Após a tomada do poder pelos setembristas na sequência da Revolução de Setembro de 1836, Sá da Bandeira tornou-se ministro do Interior do novo governo. Pouco tempo depois, uma tentativa contra-revolucionária de levar ao poder a facção cartista (a Belenzada) teve um efeito contrário ao desejado pelos revoltosos, vendo-se a rainha D. Maria II obrigada a nomear Sá da Bandeira como presidente do Conselho.
Juntamente com Passos Manuel (que neste seu primeiro governo assumiu as pastas das Finanças e Interior), iniciou um programa de reformas tendo em vista o progresso do País — por exemplo, declarou abolida a escravatura nas colónias portuguesas (na metrópole havia já sido abolida antes).
No ano seguinte, desencadeou-se a Revolta dos Marechais (Saldanha e Terceira) contra o seu governo, mas Sá da Bandeira conseguiu sustê-la.
Em 1842, com o golpe de Costa Cabral, acabou este período de governação setembrista.
Por sua vez, em 1846 a revolta da Maria da Fonte, da qual o general fez parte apoiando os revoltosos, pôs fim ao governo Costa Cabral.
No fim da mesma a rainha D. Maria designou então um executivo presidido pelo Duque de Palmela, cartista moderado, no qual Sá da Bandeira também tomou parte, como ministro da Guerra. No entanto, um novo golpe, promovido por Saldanha, levou-o a pedir a sua exoneração da pasta que ocupava.
Tal decisão esteve em parte na origem de uma nova guerra civil, a Patuleia, a qual terminou em 1847 com a vitória dos cartistas, apoiados pela rainha e por forças estrangeiras (Espanha e Reino Unido). Portugal seria então governado pelos conservadores durante mais de dez anos, até à ascensão ao trono de D. Pedro V, de ideias francamente progressistas.
Por essa altura havia-se já iniciado o sistema do rotativismo que iria caracterizar a Monarquia Constitucional até ao seu fim – uma sucessão estável dos dois maiores partidos no poder. De um lado, o Partido Regenerador, formado pelos antigos cartistas, de cariz mais conservador; do outro, o Partido Histórico, derivado do movimento setembrista, de feição mais liberal. A monarquia constitucional em Portugal, na prática, afirmou-se essencialmente como um sistema oligárquico; por isso, não é de admirar que tanto os políticos regeneradores, como os históricos, procurassem os seus apoios na classe média-alta (a burguesia endinheirada).
Sá da Bandeira assumiu por esta altura um papel de proa na condução do Partido Histórico, sendo a sua segunda figura, logo após o Duque de Loulé; este último acabou por se tornar chefe de governo em 1856, e até 1859.
No quadro regular de um rotativismo caracterizado pelas frequentes dissoluções das Cortes, pela elevada abstenção (até porque o direito de voto era um privilégio de uma escassa minoria) e até pela manipulação eleitoral, em que alternavam no poder os dois grandes partidos, Sá da Bandeira ascendeu à chefia do governo em 1865, mas apenas durante cinco meses. Em sua substituição, foi formada uma grande coligação constituída por Regeneradores e Históricos, o Governo de Fusão de Joaquim António de Aguiar.
Sá da Bandeira, que desde há muito se manifestava contra esta hipótese, acabou por se afastar do partido, e formou com os seus correligionários um novo partido, o Reformista. À frente deste, Sá da Bandeira voltaria a ser presidente do Conselho por um curto espaço de tempo, entre 1868 e 1869.
Em 1870, na sequência do golpe da Ajudada, que pôs Saldanha no poder, Sá da Bandeira organizou a resistência ao seu governo de ditadura, e três meses mais tarde este caiu. Sá da Bandeira foi, pela quinta e última vez, convidado a formar governo. Organizou depois eleições e ofereceu o poder ao independente António José de Ávila (o qual, no entanto, se aproximava mais dos Históricos).

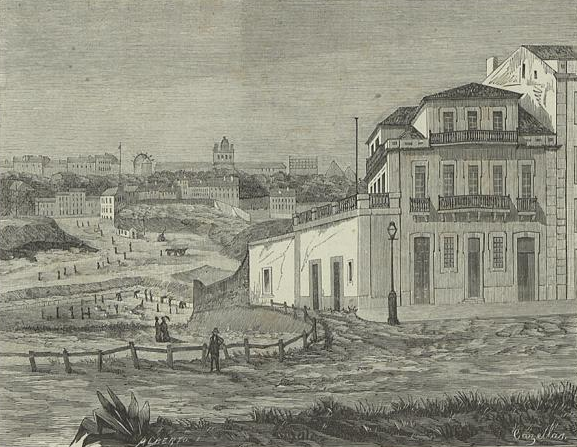
A casa onde faleceu Sá da Bandeira; viria a ser demolida pouco tempo depois para a abertura da Avenida da Liberdade

Sá da Bandeira faleceu na madrugada de 6 de janeiro de 1876, na casa N.º 5 da Calçada da Nataria da freguesia do Coração de Jesus, em Lisboa, tinha 80 anos. Solteiro, deixou uma filha, Louise Aglaé de Sá Nogueira de Figueiredo, nascida por volta de 1825, fruto de um relacionamento com uma francesa, Joséphine Letol. Foi a sepultar ao Cemitério dos Capuchos, em Santarém, segundo a sua vontade.
O Partido Reformista, por si criado, sobreviveu pouco tempo à sua morte; fundir-se-ia com o Partido Histórico no Partido Progressista.
Em sua homenagem, a cidade do Lubango, em Angola, chamou-se Sá da Bandeira durante os tempos de Portugal Ultramarino.